# تپه خوریان ۱۱۱
تپه خوریان ۱۱۱ مربوط به دوران پیش از تاریخ ایران باستان است و در شهرستان شاهرود، بخش مرکزی، دهستان دهملا، غرب روستای خوریان واقع شده و این اثر در تاریخ ۷ اسفند ۱۳۸۶ با شمارهٔ ثبت ۲۱۴۰۲ به‌عنوان یکی از آثار ملی ایران به ثبت رسیده است.